# Епігеном
Епігеном — це мережа хімічних модифікацій і структурних змін, які регулюють експресію генів, не змінюючи базову послідовність ДНК. Епігеном охоплює різні механізми, включаючи метилювання ДНК, модифікації гістонів, некодуючі РНК і ремоделювання хроматину, що керують функціональною активністю геному.
Епігеном являє собою динамічний прошарок молекулярних інструкцій, які модулюють активність генів, диктуючи, коли і в яких клітинах певні гени експресуються або "мовчать".
Епігенетичні модифікації, такі як метилювання ДНК, посттрансляційні модифікації гістонів і регуляторні некодуючі РНК, складають основу епігенетичної регуляції. Ці модифікації глибоко впливають на структуру хроматину та експресію генів, вносячи значний внесок у процеси ембріонального розвитку, клітинної диференціації, відповідь на сигнали навколишнього середовища, чи розвитку хвороб.
Епігенетика — наука, що досліджує певні модифікації епігенома, як-от метилювання ДНК чи модифікацію гістонів. А епігеноміка — розділ епігенетики та оміксних аналізів, що передбачає комплексний аналіз і вивчення повного набору епігенетичних модифікацій (тобто, епігенома) у всьому геномі організму.

## Історія

### Розвиток епігенетики

#### Дослідження метилювання ДНК
Про метилювання ДНК вперше було повідомлено в 1940-х і 50-х роках Ролліном Хочкіссом у ДНК Escherichia coli.
Піонерські дослідження Холлідея та П’ю (1975) заклали основу для розуміння моделей метилювання ДНК та їх ролі в регуляції активності генів. Дослідження Берда (2002) і Єніша та Берда (2003), що з’ясовували вплив метилювання ДНК на мовчання генів, продемонстрували його значення в контролі транскрипції.

#### Відкриття модифікації гістонів
Ацетилювання гістонів було відкрито в 1960-х роках Вінсентом Алфрі та його колегами як форму модифікації гістонів, яка може регулювати транскрипцію.
Фундаментальне дослідження Алліса та ін. у 2007 році окреслило вплив модифікацій гістонів на структуру хроматину та регуляцію генів, підкресливши динамічну взаємодію між модифікаціями гістонів і транскрипційною активністю.

#### Дослідження некодуючих РНК
Дослідження Лі та ін. (1993) і Фаєра та ін. (1998) розкрили ключову роль некодуючих РНК в епігенетичній регуляції, розширюючи розуміння їхньої участі в модуляції експресії генів.

### Дослідження епігенома

#### Проект епігенома людини (HEP)
Започаткований у 2003 році Проєкт Епігенома Людини (Human Epigenome Project) мав на меті скласти карту та зрозуміти епігенетичний ландшафт геному людини, за аналогією Проєкту геному людини. Ініціативи HEP, у тому числі проект «Дорожня карта епігеномики», створили комплексні епігенетичні карти для різних типів клітин і тканин.

#### Розвиток епігеномних технологій
Розвиток високопродуктивних методів секвенування в кінці 2000-х, зробив революцію в епігеномних дослідженнях. Ці технології уможливили повногеномний аналіз метилювання ДНК і модифікацій гістонів, значно просунувши сферу епігеноміки. (див. Епігеноміка)

## Молекулярні основи епігенома

### Метилювання ДНК

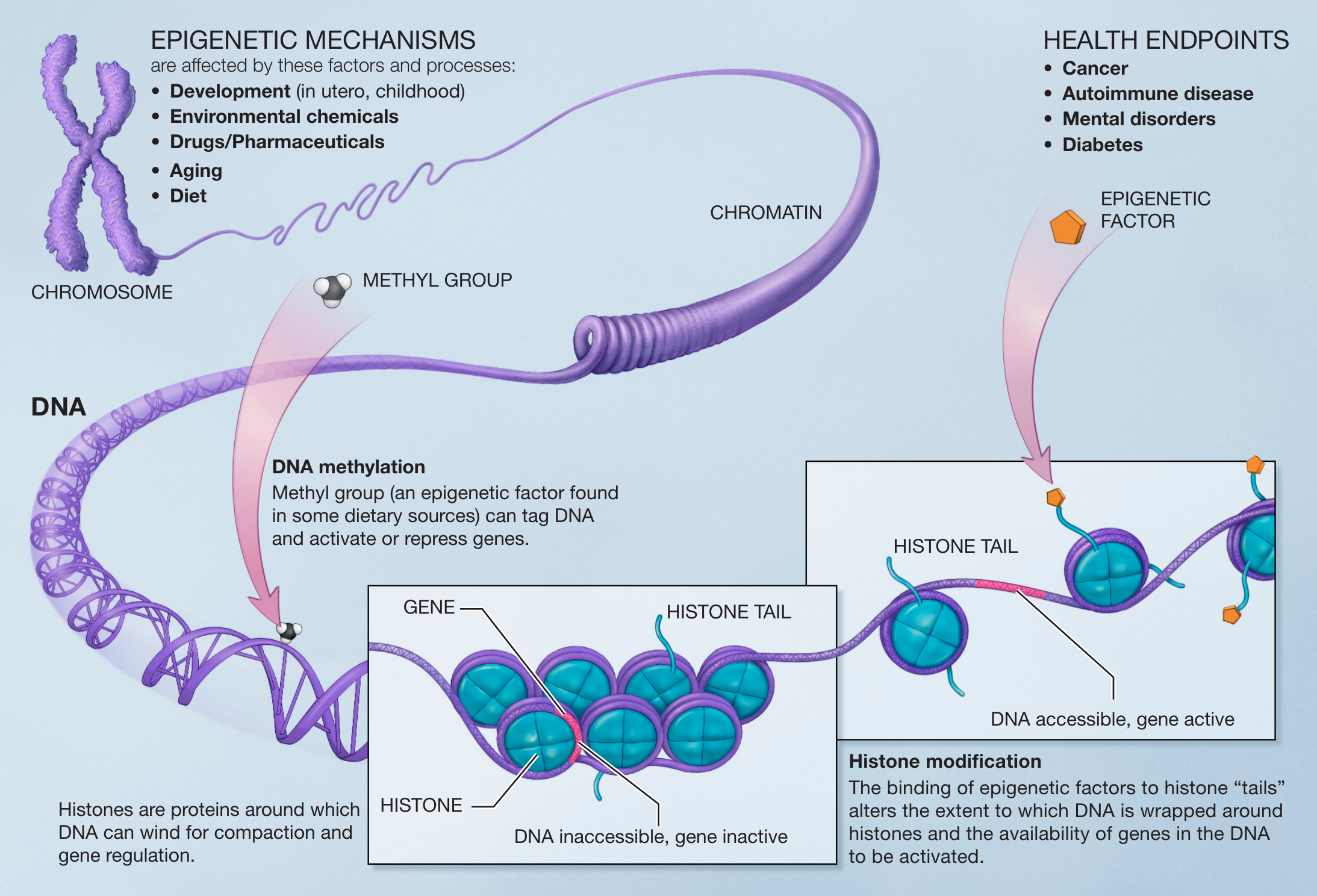
Епігенетичні механізми: метилювання ДНК

Метилювання ДНК передбачає додавання метильної групи до молекули ДНК, як правило, до залишків цитозину в динуклеотидах CpG, що каталізується ферментами ДНК-метилтрансферазами. Ця модифікація відіграє ключову роль у регуляції експресії генів і структури хроматину. Метильована ДНК часто корелює з мовчанням генів, впливаючи на транскрипційну активність і геномну стабільність.

### Модифікації гістонів
Модифікації гістонів охоплюють різноманітний набір хімічних змін, включаючи ацетилювання, метилювання, фосфорилювання та убіквітування, що відбуваються на білках гістонів. Ці модифікації динамічно регулюють структуру хроматину та експресію генів, змінюючи доступність ДНК для механізму транскрипції. Гістонові модифікації діють узгоджено, щоб створити епігенетичний код, диктуючи стан хроматину та активність генів.

### Некодуючі РНК
Некодуючі РНК (нкРНК), включаючи мікроРНК і довгі некодуючі РНК, відіграють вирішальну роль в епігенетичній регуляції. МікроРНК, зазвичай, довжиною 21-23 нуклеотиди, модулюють експресію генів посттранскрипційно, націлюючись на деградацію мРНК або репресію трансляції. Довгі некодуючі РНК, довжина яких перевищує 200 нуклеотидів, регулюють експресію генів на транскрипційному та епігенетичному рівнях, взаємодіючи з комплексами, що модифікують хроматин, і направляючи їх до специфічних геномних локусів.

### Структура хроматину та епігенетичний контроль
Структура хроматину — динамічна збірка ДНК і білків-гістонів — є центральним гравцем епігенетичної регуляції. Організація хроматину в еухроматин (доступний і транскрипційно активний) або гетерохроматин (конденсований і транскрипційно репресований) глибоко впливає на експресію генів. Епігенетичні модифікації — метилювання ДНК, модифікації гістонів та некодуючі РНК — визначають стани хроматину, впливаючи на доступність ДНК і таким чином регулюючи транскрипцію генів.

## Епігенетичні механізми та регуляція

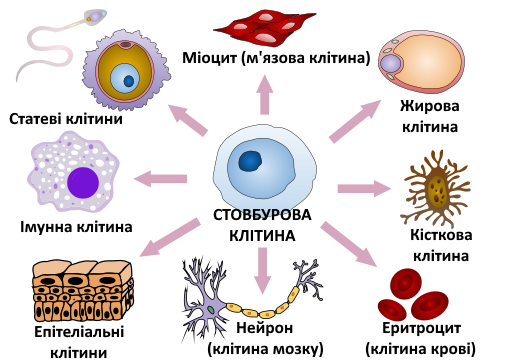
Всі клітини організму містять однакову молекулу ДНК. Їх відрізняють модифікації епігенома.

### Епігенетичний контроль під час ембріогенезу
Тіло людини містить, за деякими оцінками, 400 основних типів клітин у 60 підтипах тканин — але кожен тип клітин має однакову геномну послідовність ДНК — їх відрізняють саме зміни в епігеномі.
Ембріогенез включає чітко організовану послідовність епігенетичних подій, що керують встановленням клітинних ліній і розвитком тканин. Епігенетичні модифікації, зокрема метилювання ДНК і модифікації гістонів, динамічно регулюють моделі експресії генів, що призводить до диференціювання клітин і спеціалізації тканин. (Основна стаття — Епігенетичне перепрограмування)

### Тканиноспецифічні епігенетичні ознаки
Виразні тканиноспецифічні епігенетичні ознаки сприяють клітинній ідентичності та функції, уможливлюючи спеціалізовані ролі різних типів клітин в організмі. Патерни метилювання ДНК і модифікації гістонів змінюються в різних тканинах, регулюючи профілі та функції тканиноспецифічної експресії генів. Нещодавні дослідження надали комплексні карти тканиноспецифічних епігенетичних ландшафтів, підкреслюючи значення цих сигнатур у клітинній диференціації та функції.

### Епігенетичне успадкування
Епігенетичне успадкування стосується передачі епігенетичних ознак від одного покоління до наступного, що впливає на фенотипові ознаки без змін у послідовності ДНК. Трансгенераційне епігенетичне успадкування передбачає передачу цих ознак за межі безпосереднього потомства, потенційно впливаючи на кілька поколінь.

### Фактори навколишнього середовища та способу життя
Фактори навколишнього середовища та способу життя, такі як дієта, стрес, вплив токсинів і соціальний досвід, можуть модифікувати епігеном та експресію певних генів; і ці зміни в епігеномі можуть передаватись через епігенетичне успадкування. (див. Епігеноміка, Нутрігеноміка)

### Епігенетичне перепрограмування

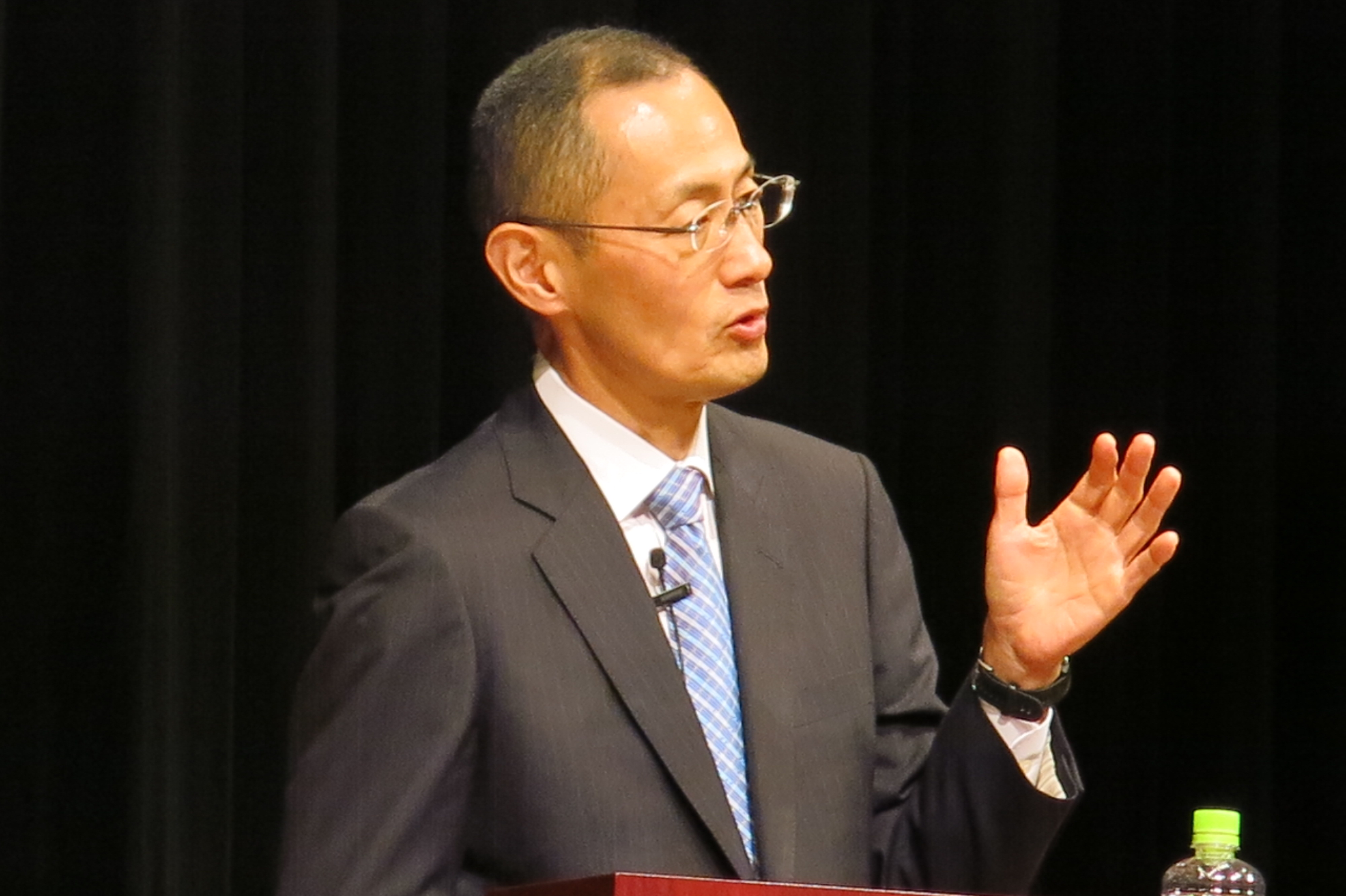
Лекція Нобелевського лауреата з фізіології та медицини Сін'я Яманака «Нова ера медицини з клітинами iPS — послання майбутнім вченим» (2012)

Епігенетичні модифікації відіграють вирішальну роль у епігенетичному перепрограмуванні клітин, особливо в технології індукованих плюрипотентних стовбурових клітин (iPSC), де диференційовані клітини перепрограмовуються в плюрипотентний стан. Перепрограмування передбачає скидання епігенетичного ландшафту для досягнення плюрипотентного стану, підкреслюючи важливість епігенетичних механізмів у клітинній пластичності. Визначна праця Яманаки з командою, опубліквана в 2006 році в журналі Cell, запровадила технологію iPSC шляхом перепрограмування дорослих клітин у плюрипотентні стовбурові клітини шляхом маніпулювання ключовими факторами транскрипції, підкреслюючи ключову роль епігенетичних модифікацій у клітинній ідентичності.

## Методи та інструменти для вивчення епігенома

### Методи секвенування наступного покоління
Секвенування наступного покоління (NGS) революціонізувало сферу епігеноміки, забезпечивши високопродуктивний аналіз епігенетичних модифікацій всього геному. Такі методи, як бісульфітне секвенування, бісульфітне повногеномне секвенування, бісульфітне секвенування зі зниженим представленням, Methyl-seq, MeDIP-Seq та інші, полегшують дослідження патернів метилювання ДНК при роздільній здатності одного нуклеотиду, надаючи вичерпні мапи метильованих ділянок.
Крім того, ChIP-seq (імунопреципітаційне секвенування хроматину) дозволяє дослідникам ідентифікувати сайти зв’язування специфічних модифікацій гістонів або факторів транскрипції в геномі, з’ясовуючи їхню роль у структурі хроматину та регуляції генів.

### Підходи біоінформатики
Складні інструменти та алгоритми біоінформатики допомагають аналізувати величезну кількість епігенетичних даних, отриманих за допомогою секвенування та інших технологій. Алгоритми вирівнювання та відображення обробляють секвенування зчитувань, тоді як алгоритми пікового виклику ідентифікують значні регіони, збагачені епігенетичними мітками. Крім того, інтегровані інструменти аналізу дозволяють інтегрувати різноманітні епігеномні набори даних, сприяючи кореляції між різними епігенетичними модифікаціями та профілями експресії генів.

### Перспективі технології

#### Одноклітинна епігеноміка
Нещодавні досягнення в епігеноміці однієї клітини виявилися багатообіцяючим інструментом, що дозволяє досліджувати епігенетичні профілі з роздільною здатністю однієї клітини. Ця технологія пропонує зрозуміти клітинну гетерогенність і динаміку епігенетичних станів у складних тканинах або гетерогенних клітинних популяціях.

#### Мультиоміка
Інтеграція даних різних оміксних технологій, що включають геноміку, епігеноміку, транскриптоміку, протеоміку, та ін., завдяки підходам мультиоміки, формує цілісне розуміння клітинних функцій та їхніх регуляторних мереж.

#### Редагування епігенома
У цій галузі також вивчається потенціал інструментів редагування епігенома, таких як епігенетичне редагування на основі CRISPR, що дозволяє цілеспрямовано модифікувати специфічні епігенетичні позначки в бажаних геномних локусах, надаючи можливості для терапевтичних втручань.

## Додаткова література

### Книги
- Серія книг Books in Epigenomics and Epigenetics (Frontiers in Genetics, 2012-2023+, відкритий доступ)
- Guan Weihua, ред. (2022). Epigenome-Wide Association Studies: Methods and Protocols. Methods in Molecular Biology (англ.) 2432. New York, NY: Springer US, Springer Nature. ISBN 978-1-0716-1993-3.
- Jeltsch Albert; Rots Marianne G., ред. (2018). Epigenome Editing: Methods and Protocols. Methods in Molecular Biology (англ.) 1767. New York, NY: Springer New York, Springer Nature. ISBN 978-1-4939-7773-4.
- Rosenfeld Cheryl S. (2016). The epigenome and developmental origins of health and disease. Amsterdam: Academic Press, Elsevier. ISBN 978-0-12-801383-0.

### Журнали
- Epigenetics (Landes Bioscience, Taylor & Francis)
- Epigenomics (Future Medicine)
- Clinical Epigenetics (BioMed Central)
- Epigenetics and Chromatin (BioMed Central)
- Environmental Epigenetics (Oxford University Press)
- Epigenomes (MDPI)

### Статті
- Campagna Maria Pia; Xavier Alexandre; Lechner-Scott Jeannette та ін. (2021-12). Epigenome-wide association studies: current knowledge, strategies and recommendations. Clinical Epigenetics (англ.) 13 (1). doi:10.1186/s13148-021-01200-8.
- Kundaje Anshul; Meuleman Wouter; Ernst Jason та ін. (2015-02). Integrative analysis of 111 reference human epigenomes. Nature (англ.) 518 (7539). с. 317–330. doi:10.1038/nature14248.